# 史蒂芬五重星系
史蒂芬五重星系是由五個視覺可見的星系組成的星系群，其中四個形成一個緻密星系群。這個群位於飛馬座，是愛德華·史提芬於1877年在馬賽天文台發現的  。

## 物理性質
這個星系群是所有緻密星系群中研究最多的。群中最亮的成員（也是唯一的假成員）是螺旋星系NGC 7320，它有大量被確認為氫離子區的紅點，在那些區域正在活躍的形成新的恆星。
史蒂芬五重星系中的四個有物理上的關聯性，是一個真正的星系群，稱為希克斯92，未來很可能合併成一個超星系。在1970年代早期的電波觀測揭示了一個神祕的發射纖維絲，位於星系群中的星系際空間中。在同樣的區域中，也可以在可見光譜的部分檢測出氫離子譜線微弱的光輝。
最近，兩架太空望遠鏡對纖維絲的性質提供了新的見解，認為這是一個巨大的星系間衝擊波(類似餘音爆，但不是以空氣，而是以星系間的氣體傳播)，是由一個星系(NGC 7318B)以每小時數百萬公里的速度落入星系群中心引起的。

## 輻射

### X射線

由詹姆斯·韋伯太空望遠鏡拍摄的史蒂芬五重星系。

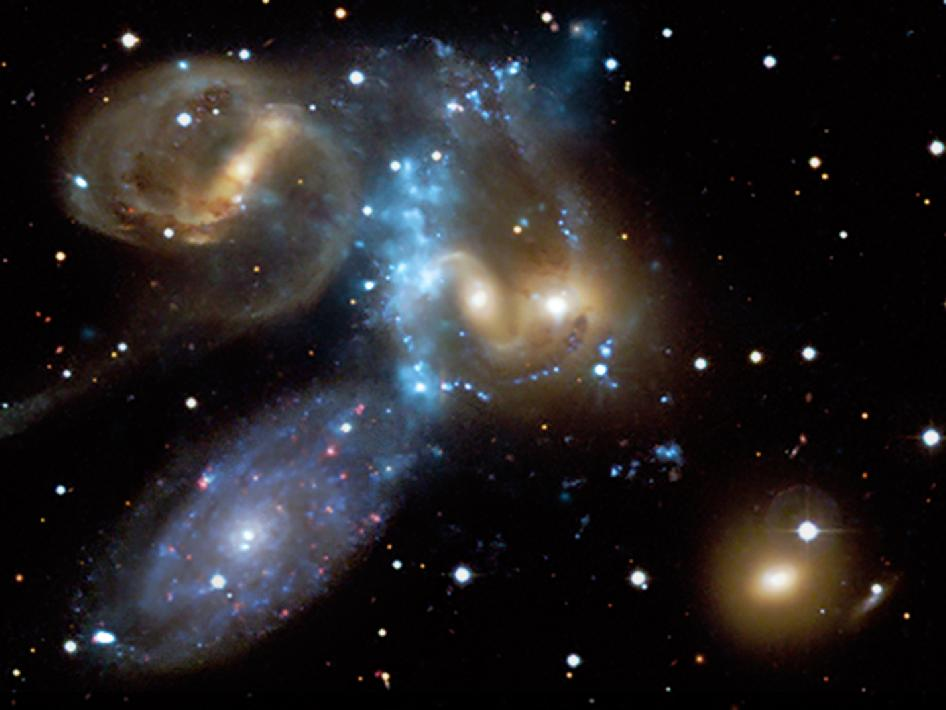
史蒂芬五重星系。圖片來源：X射線(藍色) ━ NASA/CXC/CfA/E；奧沙利文光學(棕色) ━ 加法夏望遠鏡 /Coelum。

當NGC 7318B與星系群中的氣體碰撞時，一個比銀河系還要巨大的衝擊波在星系間的物質中傳播，將部分氣體加熱至數百萬度的高溫，因而輻射出可被NASA的錢卓X射線望遠鏡探測到的X射線。

### 氫分子發射
NASA探測紅外線輻射的史匹哲太空望遠鏡，在星系間的衝擊波中發現一個非常強大的氫分子訊號。這個發射是迄今所見最強烈的氫分子湍流之一形成的，並且最強的發射起源於前面討論的可見光圖片中綠色區域的中心附近。這一現象是一個由加州理工學院的科學家所領的的一個國際小組發現的；這個小組的成員包括來自澳大利亞、德國和中國的科學家。在碰撞中的區域發現氫分子是出乎最初意料之外的，因為氫分子非常脆弱，預期在史蒂芬五重星系的衝擊波中很容易就會被破壞。然而，提出的一個解決方案是，當激波前鋒穿過像群中心這樣的多雲介質時，在湍流層中會產生數百萬個角小的激波，這可以讓氫分子存活下來。

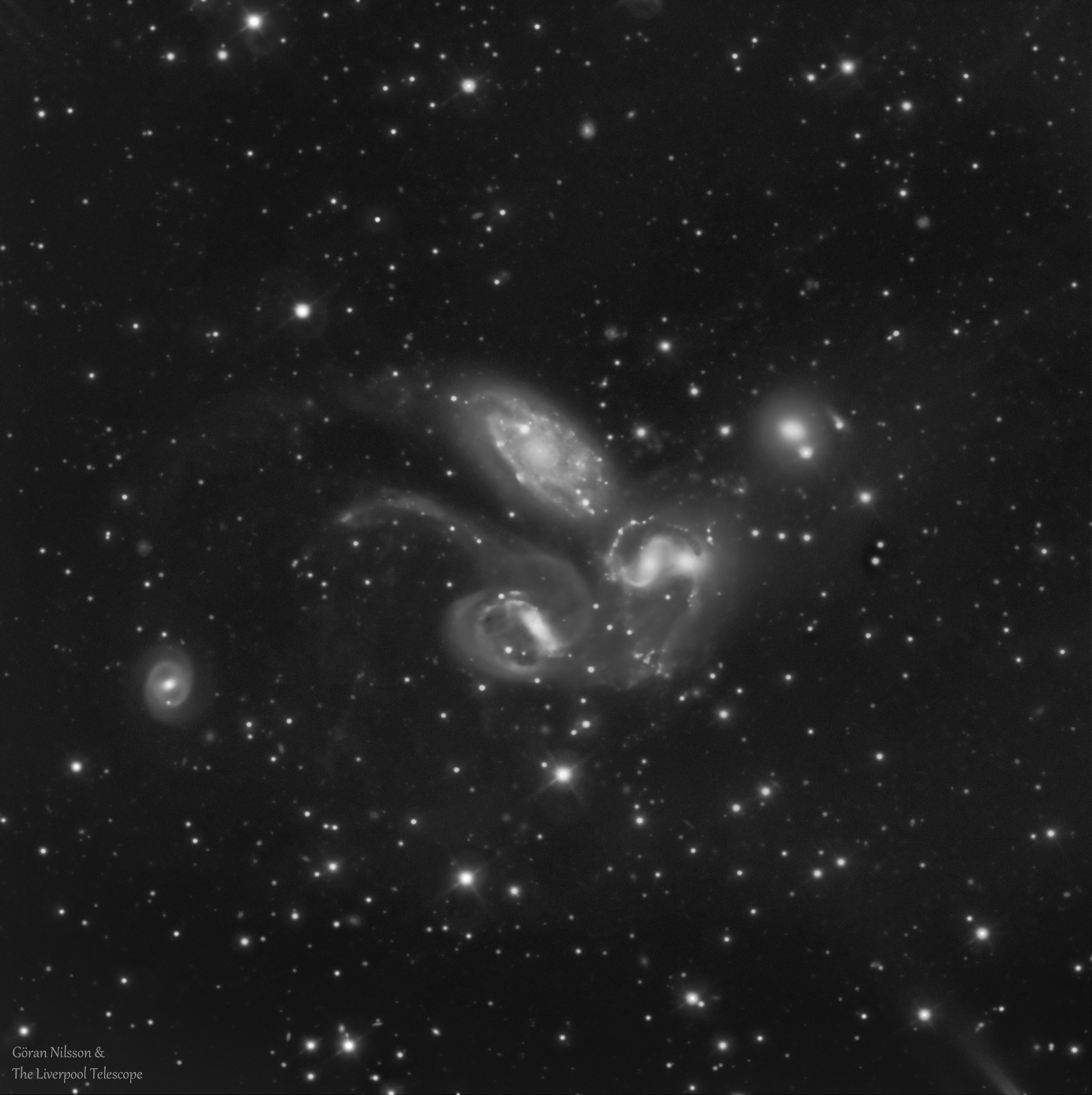
來自地基利物浦望遠鏡的斯蒂芬五重星系的單色（sdss-g濾鏡）影像

### 紅移

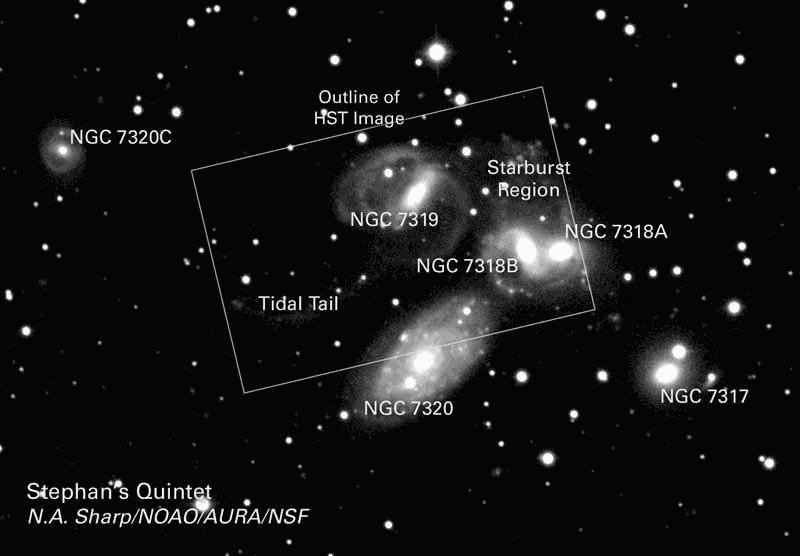
矩形區域是哈伯在1998-99年拍攝的史蒂芬五重星系區域。
哈勃太空望遠鏡圖片如下。

NGC 7320呈現較小的紅移( 790 km/s)，而其他四個顯示出較大的紅移(接近6600 km/s)。由於星系的紅移與距離成正比，因此NGC 7320只是前景的影像，與地球距離大約3,900萬光年，使它可能是NGC 7331群的一員，而其它四個星系的距離則在2.1-3.4億光年。
NGC 7319的核心是第二型的西佛星系核。
第六個星系NGC 7320C可能屬於希克森星系：它有一個類似於希克森星系的紅移，潮汐尾部似乎將其與NGC 7319連接。

### 紅外線

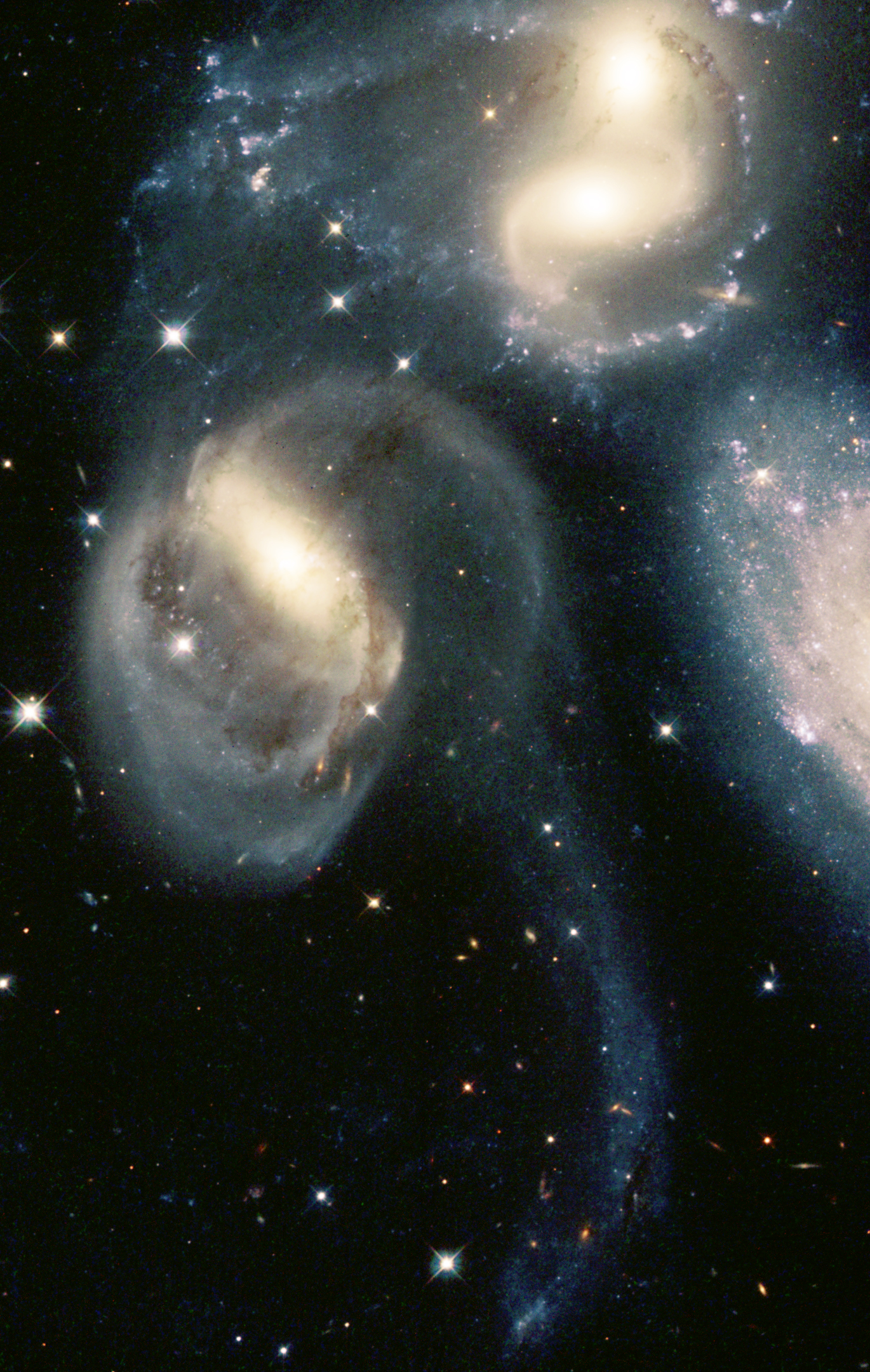
Detail of the quintet in a photo by Hubble Space Telescope, 1998–99. 哈勃太空望遠鏡拍攝的五重星系的細節，1998-99年。 創建者：NASA/ESA。

詹姆斯·韋伯太空望遠鏡使用其中紅外線儀器，顯示了在可見光下被塵埃籠罩的細節。包括五個星系中，四個星系的大衝擊波和潮汐尾，以及以前隱藏的恆星形成區域。這些新細節將有助於深入了解星系演化。

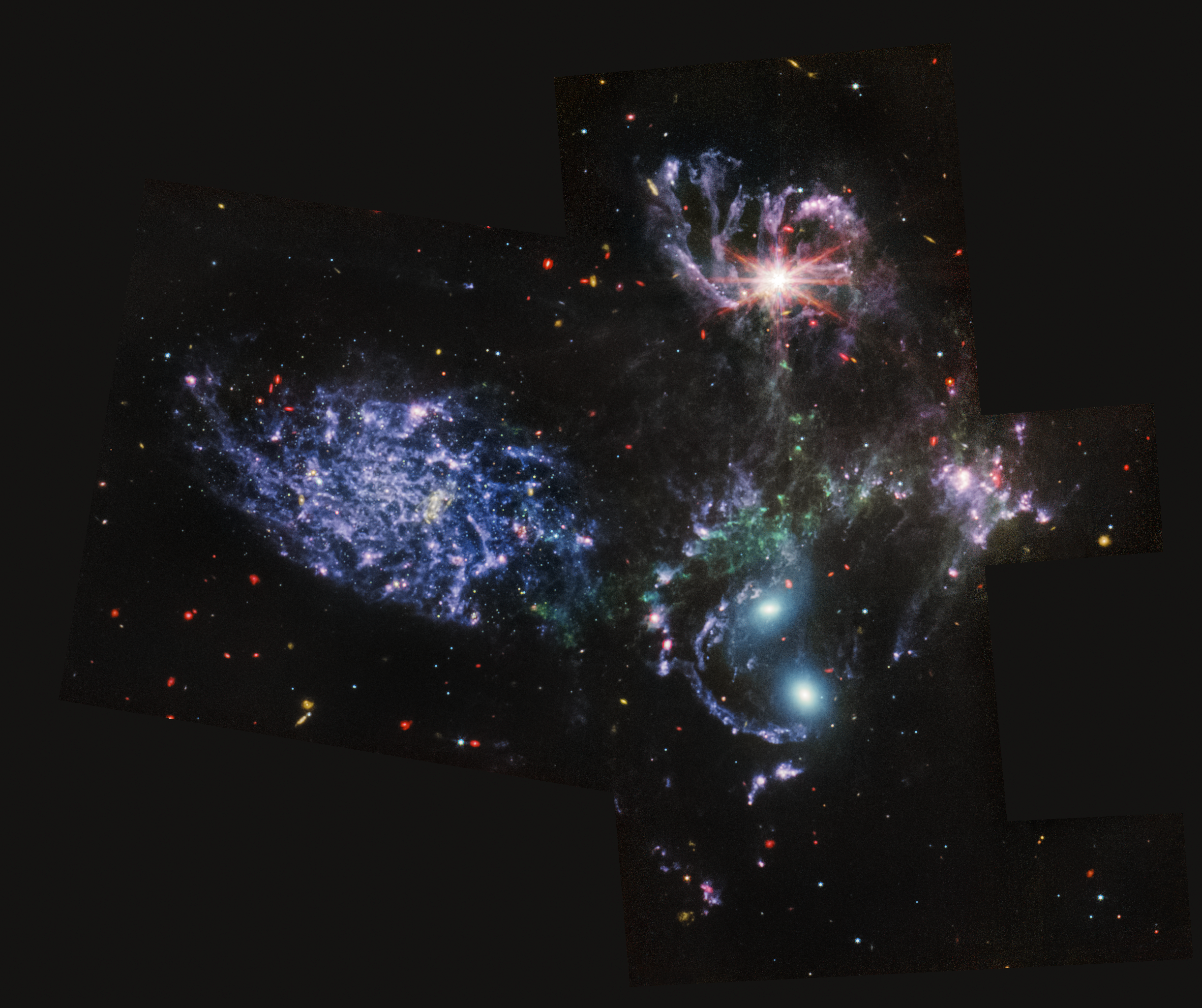
史蒂芬五重星系的四個星系（缺少 NGC 7317）由詹姆斯·韋伯太空望遠鏡使用 MIRI

## 成員
| 名稱                  | 類型         | 赤經（J2000） | 赤緯（J2000） | 紅移（J2000） | 視星等 |
| --------------------- | ------------ | ------------- | ------------- | ------------- | ------ |
| NGC 7317              | E4           | 22h 35m 51.9s | +33° 56′ 42″  | 6599 ± 26     | +14.6  |
| NGC 7318a (UGC 12099) | E2 pec       | 22h 35m 56.7s | +33° 57′ 56″  | 6630 ± 23     | +14.3  |
| NGC 7318b (UGC 12100) | SB(s)bc pec  | 22h 35m 58.4s | +33° 57′ 57″  | 5774 ± 24     | +13.9  |
| NGC 7319              | SB(s)bc pec  | 22h 36m 03.5s | +33° 58′ 33″  | 6747 ± 7      | +14.1  |
| NGC 7320c             | (R)SAB(s)0/a | 22h 36m 20.4s | +33° 59′ 06″  | 5985 ± 9      | +16.7  |

## 在大眾文化
1946年的美國電影《風雲人物》開頭的天使形象就是依據史蒂芬五重星系的影像而成。

## 圖集

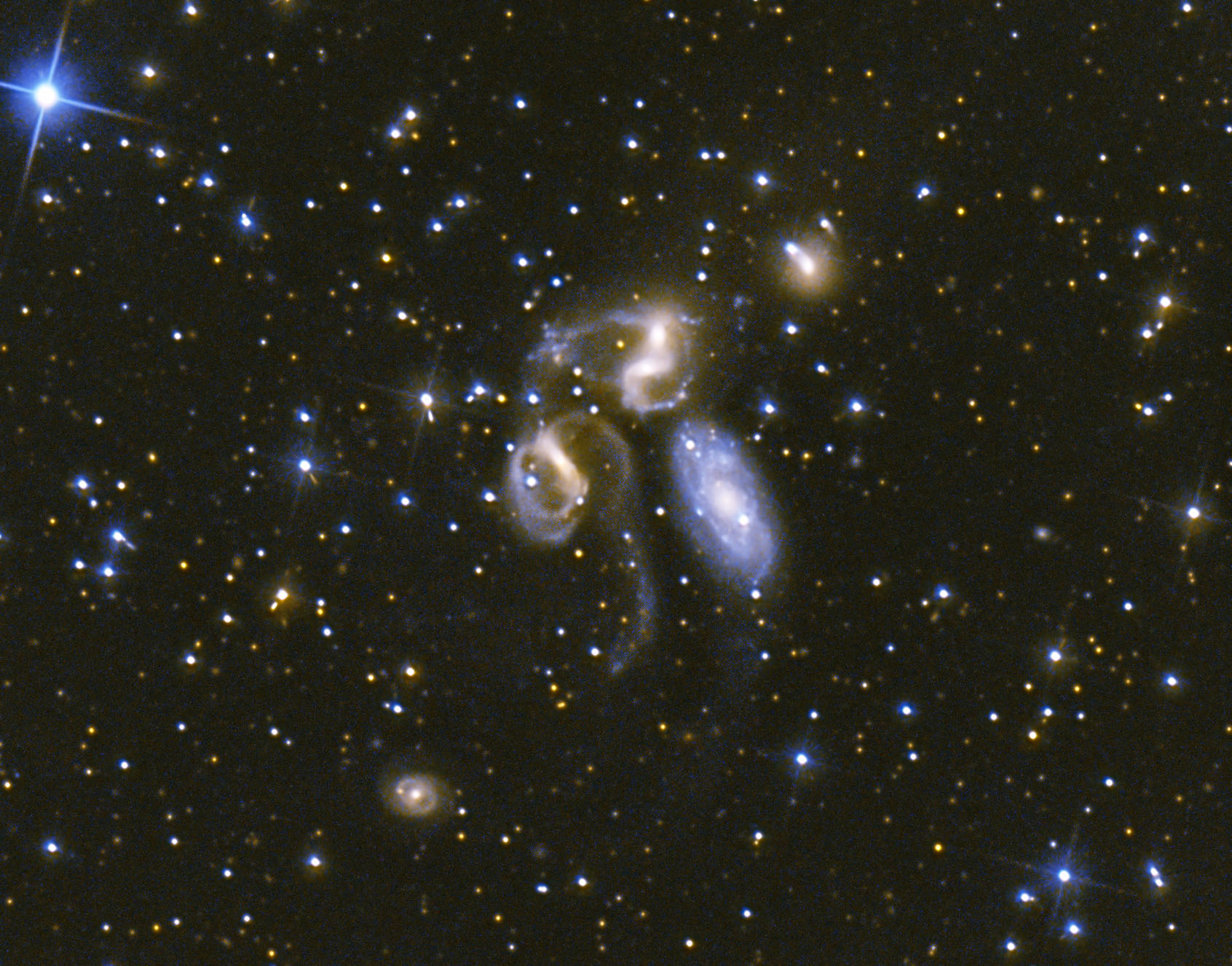
W4SM在弗吉尼亞州的露易莎使用17”的PlaneWave CDK獲得的史蒂芬五重星系影像
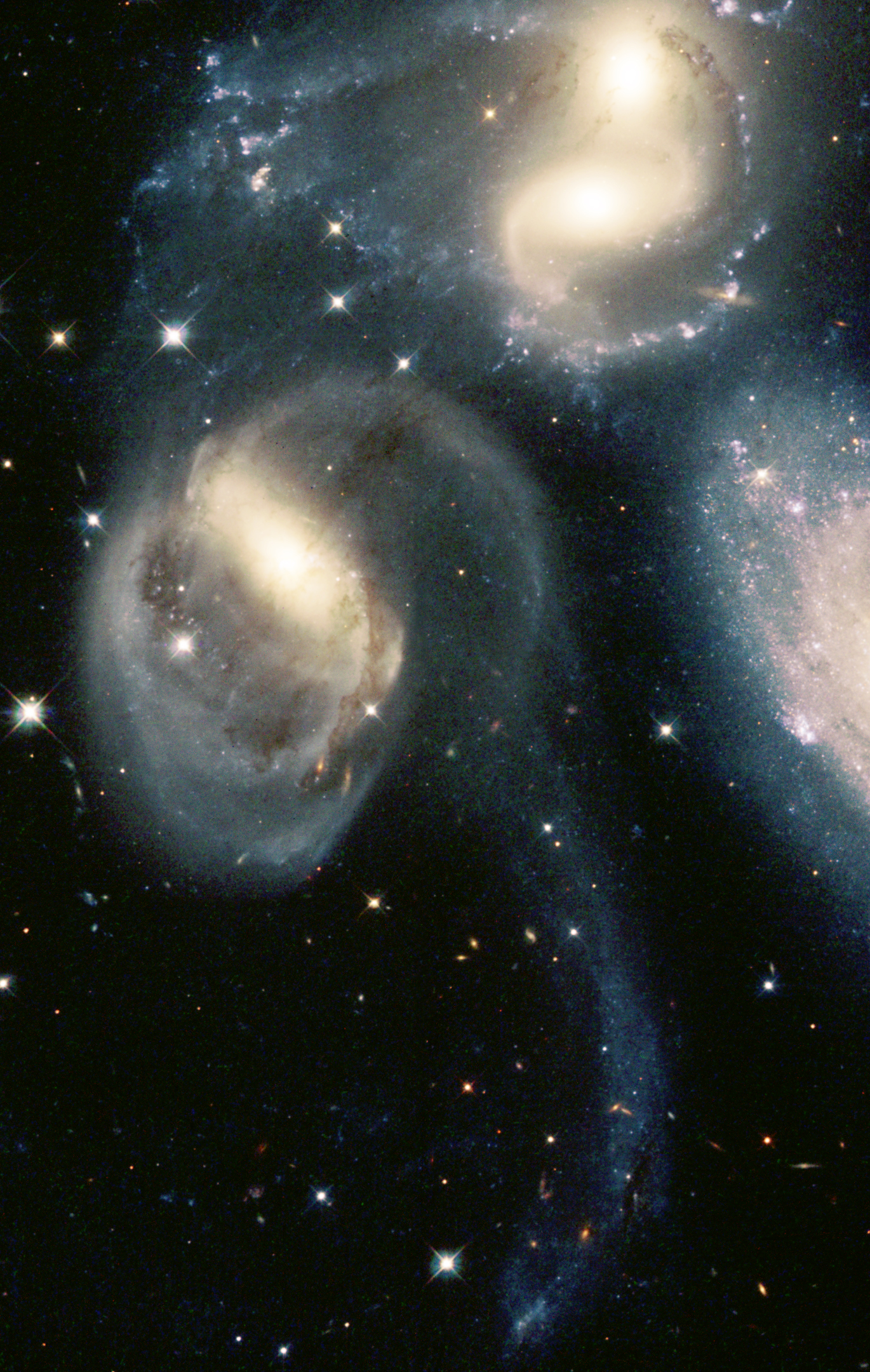
哈伯太空望遠鏡的影像。創造者：NASA/ESA
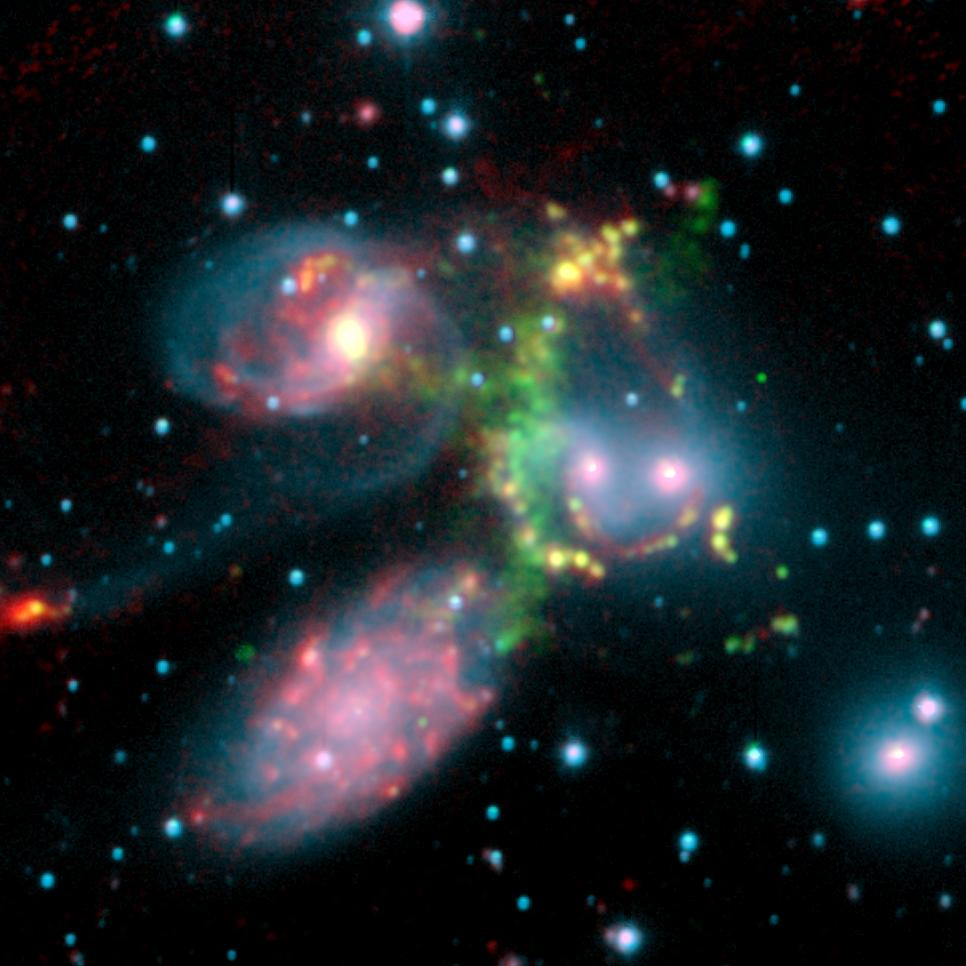
史匹哲太空望遠鏡的紅外線影像
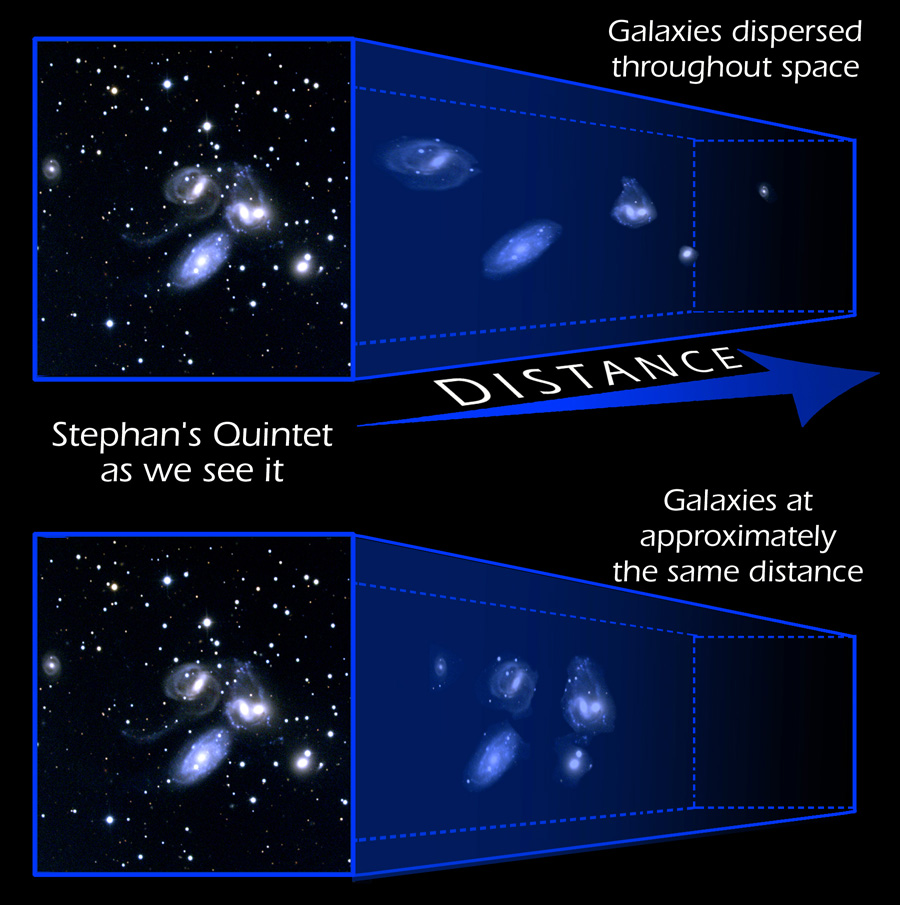
距離的關係

## 外部連結
- GALEX: Stephan's Quintet and NGC 7331 （页面存档备份，存于）
- Star Clusters Born in the Wreckage of Cosmic Collisions （页面存档备份，存于）
- News Release at ESA/Hubble （页面存档备份，存于）
- Stephan's Quintet （页面存档备份，存于）
- NightSkyInfo.com : Stephan's Quintet （页面存档备份，存于）
- What's Behind Stephan's Quintet? （页面存档备份，存于） Peter Edmonds, Chandra Blog, 21 July 2009
- Astronomy Picture of the Day on Stephan's Quintet: 13 Nov 2000 （页面存档备份，存于）   12 Aug 2003 （页面存档备份，存于）   11 Sep 2009 （页面存档备份，存于）
- NASA’s James Webb Space Telescope reveals never-before-seen details of the galaxy group called “Stephan’s Quintet.” （页面存档备份，存于）
- WikiSky上关于史蒂芬五重星系的内容：DSS2, SDSS, GALEX, IRAS, 氢α, X射线, 天文照片, 天图, 文章和图片